# Marcel Moreau
Marcel Moreau (Boussu, 14 april 1933 – Bobigny, 4 april 2020) was een Franstalig Belgisch schrijver, bekend van onder andere Julie ou la dissolution. Moreau heeft een oeuvre met meer dan 50 titels nagelaten.

## Biografie
Moreau werd geboren in een arbeidersgezin op 14 april 1933 te Boussu (Henegouwen). Op vijftienjarige leeftijd stierf zijn vader, hierdoor stopte hij met zijn opleiding waarna hij ging werken en verschillende baantjes had, waaronder corrector bij de krant Le Soir in 1955.
In 1962 publiceerde hij zijn debuutroman Quintes welke goed werd ontvangen en onder andere werd geprezen door Simone de Beauvoir. In 1965 publiceerde hij een uitbreiding op zijn debuut Bannière de bave. In 1966 publiceert hij La Terre infestée d'hommes en in 1967 Le Chant des paroxysmes.
In 1968 verhuisde Moreau naar Parijs alwaar hij ging werken als corrector voor uitgeverij Éditions Alpha. Datzelfde jaar publiceerde hij de briefroman Écrits du fond de l'amour. Later werkte hij ook als corrector voor de Le Parisien libéré en Le Figaro. In 1971 publiceerde hij zijn bekendste werk Julie ou la dissolution.

### Overlijden
Moreau, die reeds verzwakt was en leed aan de ziekte van Alzheimer, overleed aan de gevolgen van COVID-19 ten tijde van de coronapandemie. Hij werd 86 jaar.